# Namdar-Gushnasp d'Armènia
Namdar-Gushnasp fou marzban persa d'Armènia del 616 al 619, nomenat per Còsroes II i esmentat per l'historiador Sebeos.
Va mantenir les fronteres d'Armènia sense amenaces dels romans d'Orient. El 616-617 el patriarca Komitas va restaurar el monument de Santa Rhipsima a Valasharpat i el cos de la santa fou trobat incorrupte durant les obres. El lloc es va convertir en centre de pelegrinatge. Komitas va tenir com auxiliar a Joan Mairavanetsí, destacat antigrec.
El va succeir el 619 (o 620) Sarablangàs.